# Carestia vietnamita del 1945
La carestia del Vietnam del 1945 (in vietnamita Nạn đói Ất Dậu, letteralmente: carestia del legno-gallo) colpì il Vietnam del nord dall'ottobre del 1944 al maggio del 1945, durante l'occupazione giapponese dell'Indocina. I morti si stima siano stati tra i 400 000 e i 2 milioni.

## Cause
Molte furono le cause della catastrofe. La principale furono gli effetti della seconda guerra mondiale nell'Indocina francese. Gli interessi di Francia, Giappone e Stati Uniti d'America nel paese ebbero un effetto negativo sulle attività economiche dei vietnamiti. Cambiamenti militari ed economici fecero sì che la parte settentrionale del paese, storicamente appena in grado di auto-sostentarsi, cadesse preda della carestia.
Indirettamente la cattiva gestione dell'amministrazione coloniale francese ebbe il suo ruolo: i francesi riformarono l'economia al servizio della propria amministrazione per soddisfare le proprie venire necessità durante la guerra e l'invasione nipponica. Le cause naturali inclusero disastri quali le alluvioni che distrussero i raccolti al nord.

### Francia
Dopo la grande depressione degli anni trenta, la Francia era tornata alla sua politica di protettorato economico e monopolizzava l'utilizzo delle risorse naturali in Indocina. La popolazione locale doveva accrescere il valore economico dell'area, ma soltanto i francesi, una piccola minoranza cinese (l'etnia Hoa) e alcuni cittadini vietnamiti ne beneficiarono. Come conseguenza, appena prima dello scoppio delle ostilità, il Vietnam era ancora una nazione povera a paragone di altre nazioni asiatiche.
Quando iniziò la guerra, la Francia fu indebolita, mentre in Asia orientale il Giappone iniziò la propria espansione e vide l'Indocina come il ponte per dominare l'Asia meridionale e la Cina. Nel 1940, la Francia era stata occupata dalla Germania che aveva imposto il collaborazionismo al nuovo governo di Vichy. Con i francesi impossibilitati a rifornire le proprie colonie, il Giappone invase l'Indocina francese. Il Vietnam fu spinto in un'economia di guerra, con Francia e Giappone in competizione per la sua amministrazione. Molti incolparono della carestia le truppe giapponesi che portavano via cibarie ai contadini, al contempo obbligandoli a crescere la juta invece del riso, ma in realtà la Francia aveva iniziato prima una politica simile. I francesi avevano ridotto la superficie a disposizione per i raccolti principali come mais e patate a favore di coltivazioni industriali come cotone e juta e i raccolti destinati all'alimentazione furono sempre più magri.

### Giappone e Stati Uniti
Mentre il Vietnam era occupato dai giapponesi, gli Alleati, specialmente di Stati Uniti, bombardavano le strade e avevano danneggiato la ferrovia nord-sud, rendendo estremamente problematico il trasporto di riso dal sud. Contemporaneamente sia i francesi che i giapponesi requisivano cibo per le proprie truppe, mentre l'amministrazione della Francia era allo sbando e incapace di fornire o distribuire cibo; ebbe pertanto inizio la carestia nei primi mesi del 1944. Con la caduta nell'estate del 1944 del governo di Vichy, nel marzo del 1945 il Giappone disarmò i francesi e insediò un governo capeggiato da Trần Trọng Kim. Sebbene cercasse di alleviare le sofferenze, questo governo fu incapace di ottenere risultati consistenti a causa del perdurare della politica giapponese nel requisire cibo.

### Disastri naturali
A causa della guerra e della paralisi governativa, i prezzi dei beni essenziali, il cibo in particolare, subirono rincari enormi. Nel settentrione, una siccità associata a pestilenze causò una riduzione del 20% del raccolto tra l'inverno e la primavera del 1944. La successiva inondazione verificatasi durante la stagione del raccolto fece esplodere la crisi.

## Conseguenze
Non ci sono dati esatti sul numero dei morti di inedia, ma varie fonti hanno stimato che le vittime nel Vietnam settentrionale siano state tra un minimo di 400 000 a un massimo di 2 milioni. Durante il mese di maggio del 1945, l'inviato ad Hanoi chiese un rapporto sui morti alle province del nord. Venti province riportarono un totale di 380 000 morti per fame oltre a 20 000 per le malattie. Ad ottobre, un rapporto militare francese stimava mezzo milione di morti. Il governatore generale Jean Decoux scrisse nelle sue memorie À la barre de l'Indochine (Al timone dell'Indocina) che i morti d'inedia furono circa un milione. Le stime degli storici vietnamiti variano tra uno e due milioni. Ho Chi Minh, nel suo discorso con cui dichiarava l'indipendenza dalla Francia il 2 settembre 1945, indicò la cifra di 2 milioni.